# Скловський Ігор Зіновійович
Скловський Ігор Зіновійович (нар. 1 січня 1947 — пом. 2 жовтня 2022) — український науковець, кандидат історичних наук (1973 р.), доктор філософських наук (2013 р.), доцент кафедри філософії, соціології та менеджменту соціокультурної діяльності Державного закладу «Південноукраїнський Національний педагогічний університет імені К. Д. Ушинського», віце–президент Міжнародної академії інноваційних технологій, член редакційної колегії «Наукового вісника інноваційних технологій» (Науковий дослідний центр інноваційних технологій, м. Кропивницький), член спецради по захисту кандидатських та докторських дисертацій при ДЗ «ПНПУ ім. К. Д. Ушинського», член оргкомітету по створенню «Будинку вчених Кіровоградщини», член обласної громадської організації «За правову державу», член Кіровоградської обласної Ради клубу «За правову державу».

## Життєпис
Скловський Ігор Зіновійович народився 1 січня 1947 року. Працював на посадах викладача, старшого викладача, доцента, професора кафедр суспільних, соціально-гуманітарних наук, філософії у державних інститутах Кривого Рогу, Кропивницького, Одеси. 
З 1984 року по 2022 рік працював на посадах доцента та професора Кіровоградського національного технічного університету (КНТУ). Стаж науково-педагогічної роботи у ВНЗ ІІІ-ІV рівнів акредитації України - 52 роки.
Автор і співавтор понад 200 наукових та навчально-методичних публікацій з проблем соціально-філософського аналізу взаємовідносин державних і громадських організацій України, що включає різноманітний спектр трансформації  міжнаціональних відносин, соціально-політичні, соціокультурні, духовно-релігійні, морально-етичні, правові та ідеологічні особливості розвитку українського суспільства на зламі ХХ-ХХІ століть. 
Після захисту  кандидатської дисертації опублікував понад 150 праць, з них значна частина у фахових наукових журналах та понад 10 посібників навчально-методичного характеру, у тому числі навчальний посібник «Роль релігії в історії народів світу» (Київ, 1993) з грифом Міністерства освіти та науки України. Співавтор підручників: «Філософія» (2021 р.); «Культурологія» (2023 р.).
Сферою  інтересів науковця була «Метафізика української національної ідеї на межі тисячоліть». 
Захистив докторську дисертацію на засіданні спецради ДЗ «ПНПУ імені К.Д.Ушинського» на тему «Метафізика української ідеї в контексті її етносоціальних змін на межі тисячоліть» (наукова школа доктора філософських наук, професора, завідувача кафедри філософії, соціології та менеджменту соціокультурної діяльності ДЗ «ПНПУ ім. К.Д. Ушинського» Є.Р. Борінштейна). Спеціальність 09.00.03 – соціальна філософія та філософія історії. Наук. консультант: д.філос.н., проф. О.Халапсіс (Одеса, листопад 2013р.). Доктор філософських наук з квітня 2014 р. 
Впровадив у навчальний процес низку нових авторських курсів, серед останніх: «Етноконфесійні проблеми саморегуляції українського суспільства», «Етносоціальні підстави становлення цивілізованого українського суспільства у контексті філософії політичної історії», «Соціологія у посттоталітарному часі та просторі».
Скловський Ігор Зіновійович був талановитим організатором навчально-виховного процесу та наукової роботи, брав активну участь, як вчений у наукових дослідженнях. Був активним учасником міжнародних та республіканських науково-практичних конференцій, науковим керівником, консультантом пошукачів наукового ступеню у м. Кропивницький, м. Одеса та в інших містах Україні, виступав як опонент  пошукачів наукового ступеня кандидатських і докторських дисертацій.
По лінії громадської діяльності ініціював розробку теми «Екологія та методи визначення патріотичної системи виховання молодих фахівців». Виконував розробку проєктів «Українська філософія як засіб прогнозування обріїв громадянського суспільства та цивілізованої державності», «Громадянське визначення українського козакофільства», брав участь у обговорюванні даних питань на Всеукраїнській науково-практичній конференції «Україна – козацька держава!»(травень 2014р., Жовті Води).
Взяв участь у громадській підготовці молодих науковців, зокрема у розбудові Проєктів «Правова культура у громадянському суспільстві -  залог успішності правової держави» (зустрічі працівників державних та правоохоронних органів з молоддю, «круглі столи», диспути за участю науковців та громадських діячів.

## Основні наукові публікації
1.Скловський І. З. Сміхова культура як феномен пробудження нелінійної історичної нації у філософії та літературі. Наукові записки. Вип. 142. Серія: Філологічні науки. Кіровоград: КДПУ ім. В.Винниченка, 2015. С.242-244.
2.Скловський І. З. Феномен метафізики етносоціальних змін в аспекті динаміки політичної модернізації. Перспективи. Соціально-політичний журнал. 2015. № 4(66). С.115-122.
3.Скловський І. З. Українська ідея у постнекласичному контексті політичної історії. Перспективи. Соціально-політичний журнал. 2015. № 3(65). С.122-126.
4.Скловський І. З. Гуманістичний контекст соціокультурного простору України, Наукове пізнання: методологія та технологія. Науковий журнал. 2015. № 1 (34). С. 6-10. (Співавтор Аксьонова В. І.).
5.Скловський І. З. Філософія національної ідеї як феномен етносоціальних змін в Україні. Гуманітарний вісник (ЗДІА). 2015. Вип.63. С.70-78.
6.Скловський І. З. Економіка надії — феномен змін політичної ситуації. Держава та регіони. Серія «Економіка та підприємництво» (Запоріжжя) . 2015. № 5(86).С.30-35.
7.Скловський І. З. Феномен метафізики економіки в динаміці надії етносоціальних змін. Наукові праці КНТУ. Економічні науки. Кіровоград, 2015. С.254-262.
7.Скловський І. З. Етнонаціональні аспекти сенсу українського буття. історико-філософський дискурс. Етнічна історія народів України. Київ. 2015. Вип.№ 47. С.20-22.
8. Скловський І. З. Постнекласичний аналіз української ідеї у контексті подолання стереотипів духовної меншовартості. Грані. Науково-теоретичний і громадсько-політичний альманах. 2015. № 12/2 (128). С.6-7.
9.Скловський І. З. Постнекласичний аналіз освітніх сенсів українського буття в аспекті метафізики історії. Грані. Науково-теоретичний і громадсько-політичний альманах. 2016. № 1. С. 71-74.
10.Скловський І. З. Особливості освітнього простору. Український вимір. Гуманітарний вісник ДВНЗ «Переяслав-Хмельницький державний педагогічний університет им. Г.Сковороди». Додаток 2. Вип. 37. Тематичний випуск «Проблеми емпіричних досліджень у психології». Київ: Гнозіс, 2017. Вип. 14. С.130-136.
11.Скловський І. З. Філософія, її гуманістичний сенс та значення. Частина І. Релігія у філософсько-історичному контексті. Навчально-методичний посібник. Кіровоград: ЛА НАУ, 2015. 52с. (Співавтор Скловська О. І.).
12. Sklovsky I. Personality as a phenomenon of civilized adoption of European values. Problem space of modern society: communicative and pedagogical interpretations: collective monograph. Part I. Warsaw: BMT Erida Sp. Z o.o, 2019. P.126 — 141. (Aksyonova V.).
13. Скловський І. З. Пошук цивілізаційного сенсу метафізики соціокультури громади в європейському просторі. Наукові записки. Серія: Педагогічні науки. / ред. кол.: В. Ф. Черкасов, В. В. Радул, Н. С. Савченко та ін. Кропивницький: РВВ ЦДПУ ім. В.Винниченка, 2020. Вип.185. С.59–63. (Співавтор Аксьонова В. І.).
14. Скловський І. З. Соціальна філософія: контекст розвитку громадянського суспільства. Матеріали VІ науково-теоретичної конференції «Соціальні та гуманітарні технології: філософсько-освітній аспект» 23 квітня 2020 року, м. Черкаси, Черкаський державний технологічний університет. Черкаське регіональне відділення Соціологічної Асоціації України. Зб. тез /Упор. Т. О. Дроздова. Черкаси: ФОП Гордієнко Є. І., 2020. С.108 — 111. (Співавтор Аксьонова В. І.).
15. Скловський І. З. Софократія як проект виходу гуманітарного знання із ситуації духовної нестабільності. Матеріали VIII Всеукраїнської наукової інтернет-конференції «Освіта та соціалізація особистості» (на базі інтернет-ресурсу кафедри філософії, соціології та менеджменту соціокультурної діяльності). 24-25 квітня 2020 року. м. Одеса: ДЗ «Південноукраїнський національний педагогічний університет імені К. Д. Ушинського», Південно-українське відділення соціологічної асоціації України. Одеса, 2020. С.5-7. (Співавтор Аксьонова В. І.).
16.СкловськийІ. З. Проблеми освітньої сутності: модернізаційний контекст. Науковий вісник інноваційних технологій: збірник наукових праць. № 1 (11). 2016. С. 8–15. (Співавт. Аксьонова В. І.)
17.Скловський І. З. Дух саморегуляції у цивілізаційному контексті українського державотворення. Людина віртуальна: нові горизонти: зб. наукових праць / за заг. ред. докт. філос.н. Журби М. А. Частина 1. Монреаль: СРМ «ASF», 2017. С. 68 — 71. (Співавт. Аксьонова В. І.)
18.Скловський І. З. Антропологія через призму освітоцентризму. Штучний інтелект contra людський мозок: перспектива обдарованості в динаміці інформаційного світу. К.: Інститут обдарованої дитини НАПН України, 2018. С.157-166. (Співавт. Аксьонова В. І.)
http://ojs.ual.es/ojs/index.php/eea/article/view/4086
19.Скловський І. З. Postmodernist model of reforming the educational space (hermeneutics approach to the work of Anton Мakarenko). Науковий вісник інноваційних технологій Міжнародна академія інноваційних технологій науково-дослідницький центр інноваційних технологій: зб. наук. пр. № 1 (17) 2018. С. 5 — 14. (Співавт. Аксьонова В. І.)
Є автором 6 монографій. Деякі з них:
1.Скловський І. З. Робітнича молодь в етносоціальних зрушеннях українського суспільства (70 — початок 90-х років ХХ століття). Відп. ред. д.і.н., проф. Л. Глазов. Рец.: д.і.н., проф. М. Закович, к.і.н., доц. О. Стоян. Кіровоград: вид-во КДТУ, 2001. 379с.
2. Скловський І. З. Український етнос на рубежі ХХ-ХХІ століть.(Метафізичний аналіз). Наук. ред. д.філос.н.,проф. В.Капітон. Рец.: д.філос.н., проф. Ф.Прокоф'єв, д.філос.н., проф. В.Окороков. Дніпропетровськ: вид-во Пороги, 2007. 320 с.
3. Скловський І. З. Метафізика національної ідеї: Український контекст. Наук. ред. д.філос.н., проф. О. Халапсіс. Рец.: д.філос.н., проф. В.Лисий, д.філос.н., проф. В. Плавич. Кіровоград: вид-во ЛА НАУ, 2012. 332с.

## Фахові статті у наукометричних базах
•Скловський І. З. Постнекласичний аналіз освітніх сенсів українського буття в аспекті метафізики історії. Грані. 2016. № 1. С.71-74.
•СкловськийI.З. Образ Дон Кіхота Запорозького, як дух в концепції колективу видатного українського педагога А. С. Макаренка. Наукові записки / Ред. кол. : В. Ф. Черкасов, В. В. Радул, Н. С. Савченко та ін. Вип. 159. Серія: Педагогічні науки. Кропивницький: РВВ ЦДПУ імені. В. Винниченка, 2017. С.43-52. (Співавт. Аксьонова В. І.)
•СкловськийI.З. Комунікативно-соціокультурний простір — феномен Європейської парадигми суспільства нескореної України. Наукові записки / Ред. кол.: В. Ф. Черкасов, В. В. Радул, Н. С. Савченко та ін. Випуск 167. Серія: Педагогічні науки. Кропивницький: РВВ ЦДПУ ім. В. Винниченка, 2018. С. 41 — 45. (Співавт. Аксьонова В. І.)
•Скловський І. З. Феномен освітоцентризму як формування цивілізованої особистості у ХХІ сторіччі. Наукові записки /Ред. кол.: В. Ф. Черкасов, В. В. Радул, Н. С. Савченко та ін. Вип. 174. Серія: Педагогічні науки. Кропивницький: РВВ ЦДПУ ім. В.Винниченка, 2019. С.59 — 65. (Співавт. Аксьонова В. І.)
•Скловський І. З. Пошук цивілізаційного сенсу метафізики соціокультури громади в європейському просторі. Наукові записки / Ред. кол.: В. Ф. Черкасов, В. В. Радул, Н. С. Савченко та ін. Вип.185. Серія: Педагогічні науки. Кропивницький: РВВ ЦДПУ ім. В.Винниченка, 2020.С.59 — 63. (Співавт. Аксьонова В. І.) https://pednauk.cuspu.edu.ua/index.php/pednauk/article/view/374
•Скловський І. З. Постнекласична методологія моделі конвергентного суспільства України. Наукове пізнання: методологія та технологія. Науковий журнал. Філософія/гол. ред. д.філос.н. Є. Р. Борінштейн ДЗ «ПНПУ ім. К. Д. Ушинського». № 1(47).2021.С.23-28. (Співавт. Аксьонова В. І.)
•Svitlana Suvorova, Alex Halapsis, Stella Vetrova, Vira Aksyonova, Іgor Sklovsky Interrelation and Consistency in the Thematic Stages of the Publicistic Style. Studies in Media and Communication Vol. 10, No. 3; 2022, p. 205—209. (SCOPUS) Special Issue ISSN: 2325-8071 E-ISSN: 2325-808X Published by Redfame Publishing URL: http://smc.redfame.com

## Участь у міжнародних та всеукраїнських наукових конференціях та семінарах
•Скловський І. З. Проблеми освітньої сутності: модернізаційний контекст. Научно-исследовательский медицинский центр «Геронтология». Вармінсько-мазурський університет (Польща). Кіровоградський інститут університету сучасних знань, науково-дослідний центр інноваційних технологій. Міжнародна науково-практична конференція «Теорія та практика, гіпотези та апробація результатів сучасних наукових досліджень в умовах глобалізації суспільства». 18 березня 2016 р. Кіровоград, Україна. С.5-6 .(Співавт. Аксьонова В. І.) dspace.pdpu. edu. ua/ jspui / handle / 123456789 / 2958
•Скловський І. З. Українофільство як феномен романтично-просвітницького поступу. «Освіта та соціалізація особистості». Матеріали ІІІ Всеукраїнської наукової конференції 13 травня 2016 року. м. Одеса / За загальною ред. доктора філософських наук, проф. Є. Р. Борінштейна. Присвячена 200-річчюПівденноукраїнського національного педагогічного університету імені К. Д. Ушинського. Одеса — Дніпропетровськ: Державний заклад «Південноукраїнський національний педагогічний університет», 20016. 260с. С. 40– 46.(Співавт. Аксьонова В. І.)
•Скловський І. З. Екологія духу операторів складних систем — чинник гуманізації освітнього простору. «Освіта та соціалізація особистості». Матеріали ІІІ Всеукраїнської наукової конференції 13 травня 2016 року. м. Одеса. /За загальною ред. доктора філософських наук, професора Є. Р. Борінштейна. Присвячена 200-річчюПівденноукраїнського національного педагогічного університету імені К. Д. Ушинського. Одеса-Дніпропетровськ: ДЗ «ПНПУ ім. К. Д. Ушинського», 2016. 260с. С. 75 — 80. (Співавт. Аксьонова В. І.)
•Скловський І. З. Чесноти освітнього простору — феномен цивілізаційного вибору України. «Освіта та соціалізація особистості». Матеріали ІІІ Всеукраїнської наукової конференції 13 травня 2016 року /За загальною ред. доктора філософських наук, професора Є. Р. Борінштейна). Присвячена 200-річчюПівденноукраїнського національного педагогічного університету імені К. Д. Ушинського. Одеса — Дніпропетровськ: ДЗ «ПНПУ ім. К. Д. Ушинського», 2016. 260с. С. 139—142. (Співавт. Аксьонова В. І.)
•Скловський І. З. Філософія освіти в Україні в епоху формування інформаційної цивілізації ХХІ століття. Харківський національний економічний університет імені Семена Кузнеця. Актуальні питання освіти і науки. Збірник наукових статей .Матеріали IV міжнародної науково-практичної конференції (Україна, Харків, 10 — 11 листопада, 2016 р.). 500с. С. 9 — 12. (Співавт. Аксьонова В. І.)
•Скловський І. З. Громадянська культура як феномен пробудження нації. Матеріали ІІІ міжнародної наукової конференції «Методологія та технологія сучасного філософського пізнання»27 травня 2016 року(За загальною ред. доктора філософ. наук Є. Р. Борінштейна). Державний заклад «Південноукраїнський національний педагогічний університет імені К. Д. Ушинського». Одеса — Дніпропетровськ, 2016. С. 137—141. (Співавт. Аксьонова В. І.)
•Скловський І. З. Дух саморегуляції у цивілізаційному контексті українського державоутворення."Людина віртуальна: нові горизонти". Збірник наукових праць (за матеріалами IVнаукової конференції). Частина 1. За загальною редакцією д.філософ.н. Журби М. А. Центр сучасних педагогіки «Навчання без кордонів» (Канада); Громадська організація «соборність» (Україна); Східноукраїнський національний університет імені Володимира Даля (Україна); Луганський обласний інститут післядипломної педагогічної освіти (Україна); МБО «Консорціум із удосконалення менеджмент-освіти в Україні» (CEUME) (Україна); Житомирський державний університет імені Івана Франка (Україна); ДЗ «Луганський державний медичний університет» (Україна); Бакинський ісламський університет (Азербайджан); Донбаський державний технічний університет (Україна); Університет М. Ніш (Сербія); Зеленогурський університет (Польща) — Канада — Сербія — Азербайджан — Польща — Україна, 2017 р. С. 68 — 71. (Співавт. Аксьонова В. І.)
•Скловський І. З. Особливості підвищення рівня патріотизму молодого фахівця. «Актуальні питання, проблеми та перспективи розвитку гуманітарного знання у сучасному інформаційному просторі: національний та інтернаціональний аспекти». Збірник наукових праць (за матеріалами XIVМіжнародної науково-практичної конференції 30-31 травня 2017 року) За загальною редакцією д.філософ.н. Журби М. А. Центр сучасної педагогіки «Навчання без кордонів» (Канада); Громадська організація «соборність» (Україна); Східноукраїнський національний університет імені Володимира Даля (Україна); Луганський обласний інститут післядипломної педагогічної освіти (Україна)’ МБО «Консорціум із удосконалення менеджмент-освіти в Україні» (CEUME) (Україна) Житомирський державний університет імені Івана Франка (Україна); ДЗ «Луганський державний медичний університет» (Україна); Бакинський ісламський університет (Азербайджан); Донбаський державний технічний університет (Україна); Університет М.Ніш (Сербія); Зеленогурський університет (Польща).- Канада — Сербія — Азербайджан — Польща — Україна, 2017 р. С. 4 — 7. (.Співавт. Аксьонова В. І.)
•Скловський І. З. Дух соціокультурної динаміки як особливість цивілізованого суспільства. Освіта та соціалізація особистості. Матеріали V Всеукраїнської інтернет — конференції 12-13 травня 2017 року. Міністерство освіти і науки України Державний заклад «Південноукраїнський національний педагогічний університет імені К. Д. Ушинського». Одеса-Запоріжжя, 2017. С. 40 — 42. (Співавт. Аксьонова В. І.)
http://dspace.pdpu.edu.ua/jspui/bitstream/123456789/2712/1/Sklovskypdf
•Скловський І. З. Антропологія через призму освітоцентризму. Штучний інтелект CONTRA людський мозок: перспективи обдарованості в динаміці інформаційного світу. Матеріали міжнародної науково-практичної конференції 24 жовтня 2018 року, м. Київ. Київ.: Інститут обдарованої дитини НАПН України, 2018. 214с. С.157-166. (Співавт. Аксьонова В. І.)http://ojs.ual.es/ojs/index.php/eea/article/view/4086
•Скловський І. З. Соціальна філософія: контекст розвитку громадянського суспільства. «Соціальні та гуманітарні технології: філософсько-освітній аспект»: матеріали VІ науково-теоретичної конференції (23 квітня 2020 року, м. Черкаси Черкаський державний технологічний університет. Черкаське регіональне відділення Соціологічної Асоціації України.) /Упор. Т. О. Дроздова. Черкаси: ФОП Гордієнко Є. І., 2020. 137с. С.108 — 111. (Співавт. Аксьонова В. І.)
•Скловський І. З. Софократія як проект виходу гуманітарного знання із ситуації духовної нестабільності. Матеріали VIIIВсеукраїнської наукової інтернет-конференції «Освіта та соціалізація особистості» (на базі інтернет-ресурсу кафедри філософії, соціології та менеджменту соціокультурної діяльності). Одеса, 24-25 квітня 2020 року. ДЗ «Південноукраїнський національний педагогічний університет імені К. Д. Ушинського», Південно-українське відділення соціологічної асоціації України. Одеса, 2020. 56с. С.5-7.(Співавт. Аксьонова В. І.)
•Sklovsky I. METHODOLOGICAL CONCEPTS OF PHILOSOPHY AND SCIENCE USED IN THE COGNITIVE ACTIVITY OF A MODERN RESEARCHER. Матеріали ІХ Всеукраїнської наукової інтернет-конференції «Освіта та соціалізація особистості» (на базі інтернет-ресурсу кафедри філософії, соціології та менеджменту соціокультурної діяльності). Одеса, 24-25 квітня 2021 року. ДЗ «Південноукраїнський національний педагогічний університет імені К. Д. Ушинського», Південно-українське відділення соціологічної асоціації України. Одеса, 2021. С. (Співавт. Аксьонова В. І.)
•Скловський І. З. З. Фрейд и последователи его гуманистической концепции в Украине. Соціально-гуманітарні виміри правової держави. Всеукраїнська науково-практична конференція до 55-й річниці заснування Дніпропетровського державного університету внутрішніх справ. м. Дніпро, 30 квітня 2021. Дніпро: ДДУ ВС, 2021.
•Скловський І. З. Трансформація українського суспільства на зламі тисячоліть. Перспективи. Науковий журнал.№ 1. Одеса, 2022.
•Скловський І. З. Ресурсні можливості саморозвитку особистості / І. З. Скловський, Г. О. Лемищук // Диференціальний підхід у дослідженні професійного самоздійснення особистості: матеріали Всеукраїнської науково-практичної конференції (24-25 березня 2022 р.) / відп. ред. О. П. Саннікова. Одеса: ФОП Бєлий А. Є.2022. С. 39-46.
•Борінштейн Є. Р. Феномен життєвої кризи в сучасному суспільстві: соціопсихологічна картина світу / Є. Р. Борінштейн, І. З. Скловський, Т. М. Дерьомкіна // Диференціальний підхід у дослідженні професійного самоздійснення особистості: матеріали Всеукраїнської науково-практичної конференції (24-25 березня 2022 р.) / відп. ред. О. П. Саннікова. Одеса: ФОП Бєлий А. Є. 2022. С. 33-39.